# Barleria nyasensis
Barleria nyasensis är en akantusväxtart som beskrevs av C. B. Cl.. Barleria nyasensis ingår i släktet Barleria och familjen akantusväxter. Inga underarter finns listade i Catalogue of Life.